# Tåg i Bergslagen

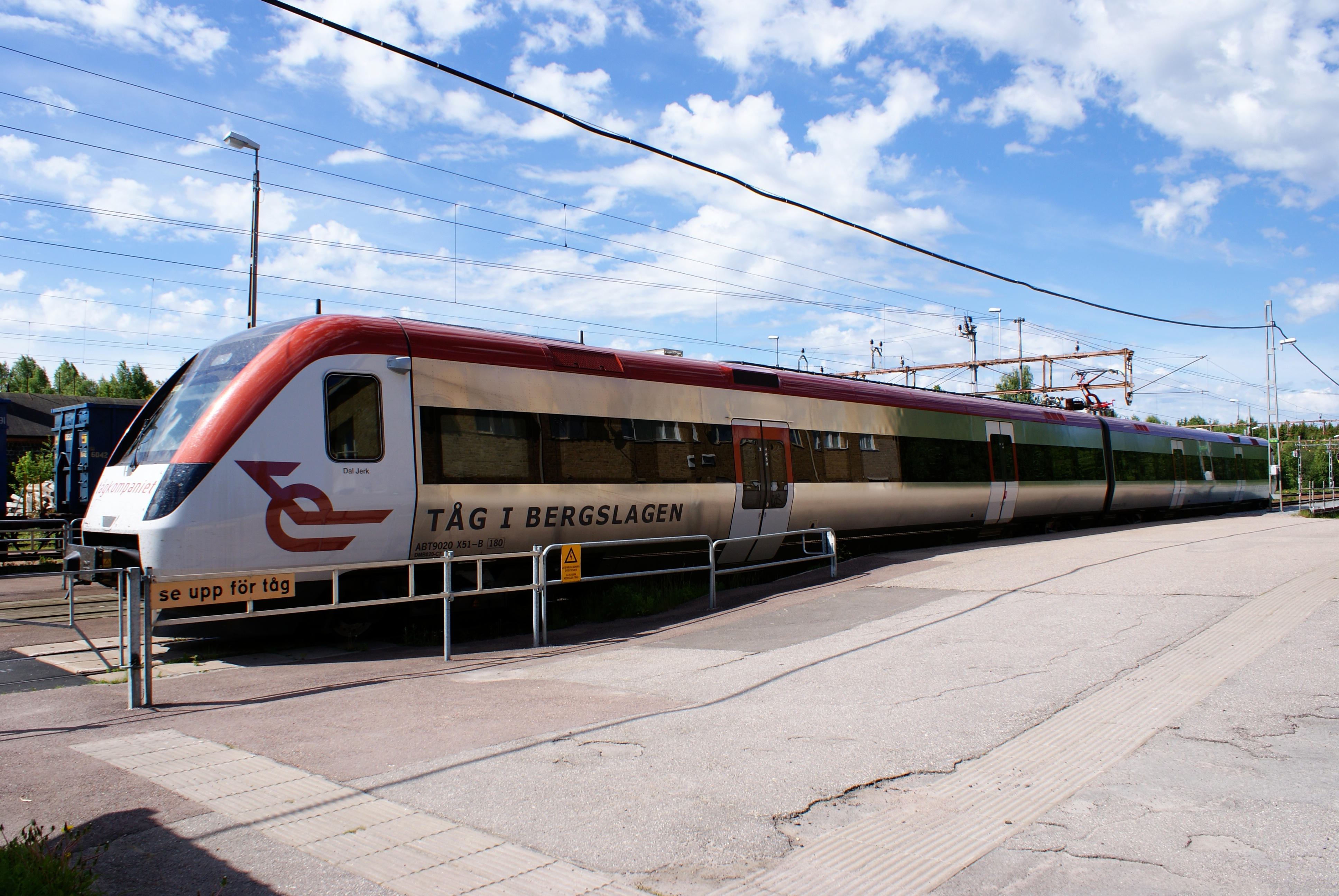
Zug der TiB

Tåg i Bergslagen AB (TiB) ist eine regionale Eisenbahngesellschaft in Bergslagen in Mittelschweden. Der Sitz der Bahngesellschaft befindet sich in der Stadt Borlänge.
TiB bedient Linien in Dalarna, Gästrikland, Västmanland, Närke und Östergötland. Die Verkehrsleistungen werden in TiB-Auftrag vom Dezember 2016 bis Dezember 2023 von der SJ AB erbracht. Zuvor war Tågkompaniet (TKAB) für diese Leistungserbringung verantwortlich. Ab Fahrplanwechsel 2023 wird VR Sverige hier tätig sein, das einen Vertrag über zehn Jahre und einer Option über ein weiteres Jahr erhielt. Der Auftragswert für den gesamten Zeitraum beläuft sich auf 3,9 Mrd. SEK und umfasst etwa 200 Mitarbeiter. Der Verkehr wird mit den bestehenden Zügen betrieben, die vom Auftraggeber gestellt werden. Diese werden jedoch teilweise im Jahr 2023 durch neue Züge ersetzt. Ein neues Betriebswerk für diese Züge soll im Zusammenhang mit dem Vertragsbeginn gebaut werden.
Aktionäre der TiB sind die Verkehrsverbünde Dalatrafik, X-Trafik, Västmanlands lokaltrafik und Länstrafiken Örebro. Das im Jahr 2000 gegründete Unternehmen erwirtschaftete 2010 einen Umsatz von 167,729 Millionen SEK.

## Linien
- 49 Falun–Borlänge (bis Ende 2023)
- 50 Mora–Borlänge
- 53 Gävle–Falun–Borlänge–Ludvika–Örebro–Hallsberg–Mjölby
- 54 Gävle–Avesta Krylbo–Fagersta–Örebro–Hallsberg
- 55 Ludvika–Fagersta–Västerås
- 64 Örebro–Hallsberg–Laxå (bis Ende 2023)